# Thomas Gibson (remero)
Thomas Gibson (Hobart, 6 de mayo de 1982) es un deportista australiano que compitió en remo. Ganó dos medallas en el Campeonato Mundial de Remo, en los años 2004 y 2011, ambas en la prueba de ocho con timonel ligero.

## Palmarés internacional
| Campeonato Mundial | Campeonato Mundial | Campeonato Mundial | Campeonato Mundial      |
| Año                | Lugar              | Medalla            | Prueba                  |
| ------------------ | ------------------ | ------------------ | ----------------------- |
| 2004               | Bañolas (España)   | Medalla de bronce  | Ocho con timonel ligero |
| 2011               | Bled (Eslovenia)   | Medalla de oro     | Ocho con timonel ligero |